# Городское поселение посёлок Пролетарский (Белгородская область)
Городско́е поселе́ние «Посёлок Пролёта́рский» — муниципальное образование в Ракитянском районе Белгородской области.
Административный центр — посёлок городского типа Пролетарский.

## История
Городское поселение «Посёлок Пролетарский» образовано 20 декабря 2004 года в соответствии с Законом Белгородской области № 159.

## Население
| 2010  | 2011  | 2012  | 2013  | 2014  | 2015  | 2016  | 2017  | 2018  |
| ----- | ----- | ----- | ----- | ----- | ----- | ----- | ----- | ----- |
| 8967  | ↗8975 | ↗9085 | ↗9161 | ↗9260 | ↗9326 | ↗9388 | ↘9371 | ↘9298 |
| 2019  | 2020  | 2021  |       |       |       |       |       |       |
| ↘9282 | ↗9305 | ↗9384 |       |       |       |       |       |       |